# Кручиніна Тетяна Олександрівна
Тетяна Олександрівна Кручи́ніна (нар. 19 лютого 1976, Миколаїв) — українська майстриня декоративного мистецтва, графік. Лауреат третьої премії Всеукраїнського фестивалю декоративного-ужиткового мистецтва (Дніпропетровськ, 1992). Дружина ювеліра Сергія Кручиніна.

## З біографії
Народилася 19 лютого 1976 року в місті Миколаєві (нині Україна). 1996 року закінчила Київський художньо-промисловий технікум, була ученицею Михайла Головка.

## Творчість
Працює у галузях декоративного мистецтва (поєднує реалістичні зображення з декоративними елементами, використовує різні матеріали й техніки — глину і шамот, каміння й мушлі, фарби та кольорові олівці), книжкової графіки. Серед робіт:
- серії декоративних керамічних скульптур – «Ловці снів» (2006), «Хранителі династій» (2009; дерево, левкас, акрил, олівці), «Молоде листя і старе золото» (2012);
- ілюстрації до поетичної збірки «Васильковые бусы» Ольги Сквирської (Москва, 2010);
- ікона «Цариця Небесна» (2012; дерево, левкас, акрил, олівці).

Бере участь у мистецьких виставках з 1992 року. Персональні виставки відбулися у Миколаєві у 1995, 2002, 2005–2008, 2012, 2014 роках, Одесі у 2006 році.
Кілька робіт зберігаються у Миколаївському художньому музеї.